# Battaglia di Ferozeshah
La battaglia di Ferozeshah fu combattuta il 21 e il 22 dicembre 1845 tra la Compagnia delle Indie Orientali e l'impero Sikh, presso il villaggio di Ferozeshah, nella regione del Punjab. I britannici erano guidati da Sir Hugh Gough e dal governatore generale Sir Henry Hardinge, mentre i Sikh erano guidati da Lal Singh e da Tej Singh. Lo scontro fu vinto dai britannici.

## Contesto
La prima guerra anglo-sikh scoppiò in seguito alla caduta dell'impero Sikh, in preda ai disordini dopo la morte del maharaja Ranjit Singh nel 1839, e al tentativo britannico di ottenere il controllo sul Punjab. L'esercito Sikh Khalsa, spinto da alcuni dei contendenti per il potere nel Punjab e dalle proprie ambizioni di saccheggio e di gloria, attraversò il fiume Sutlej entrando in territorio britannico.

## Movimenti della truppe prima dello scontro
Una divisione britannica era già di stanza a Ferozepur e un esercito guidato dal comandante in capo del Bengal Army, Sir Hugh Gough, accompagnato dal governatore generale Sir Henry Hardinge, era in marcia dalle basi intorno a Delhi verso la frontiera. Mentre un distaccamento dell'esercito sikh al comando di Tej Singh avanzava su Ferozepur, il grosso dell'esercito sikh, guidato dal visir Lal Singh, avanzò per affrontare Gough. Il 18 dicembre 1845 l'avanguardia di Lal Singh fu sconfitta nella battaglia di Mudki.
L'esercito di Gough, duramente provato e stanco per la battaglia, non si mosse né il giorno successivo né quello seguente. Ciò permise a Lal Singh di concentrare le sue forze a Ferozeshah e di fortificare il suo accampamento.
Il 21 dicembre 1845, di buon'ora, l'esercito di Gough avanzò, giungendo nella tarda mattinata in vista dell'accampamento sikh. Gough voleva attaccare immediatamente, ma Hardinge riteneva che le probabilità di successo per i britannici fossero sfavorevoli e voleva aspettare che la divisione di Ferozepur, sotto il comando del maggiore generale Littler, si unisse all'attacco. Alla fine Hardinge si avvalse della sua autorità di governatore generale per scavalcare Gough.

## La battaglia

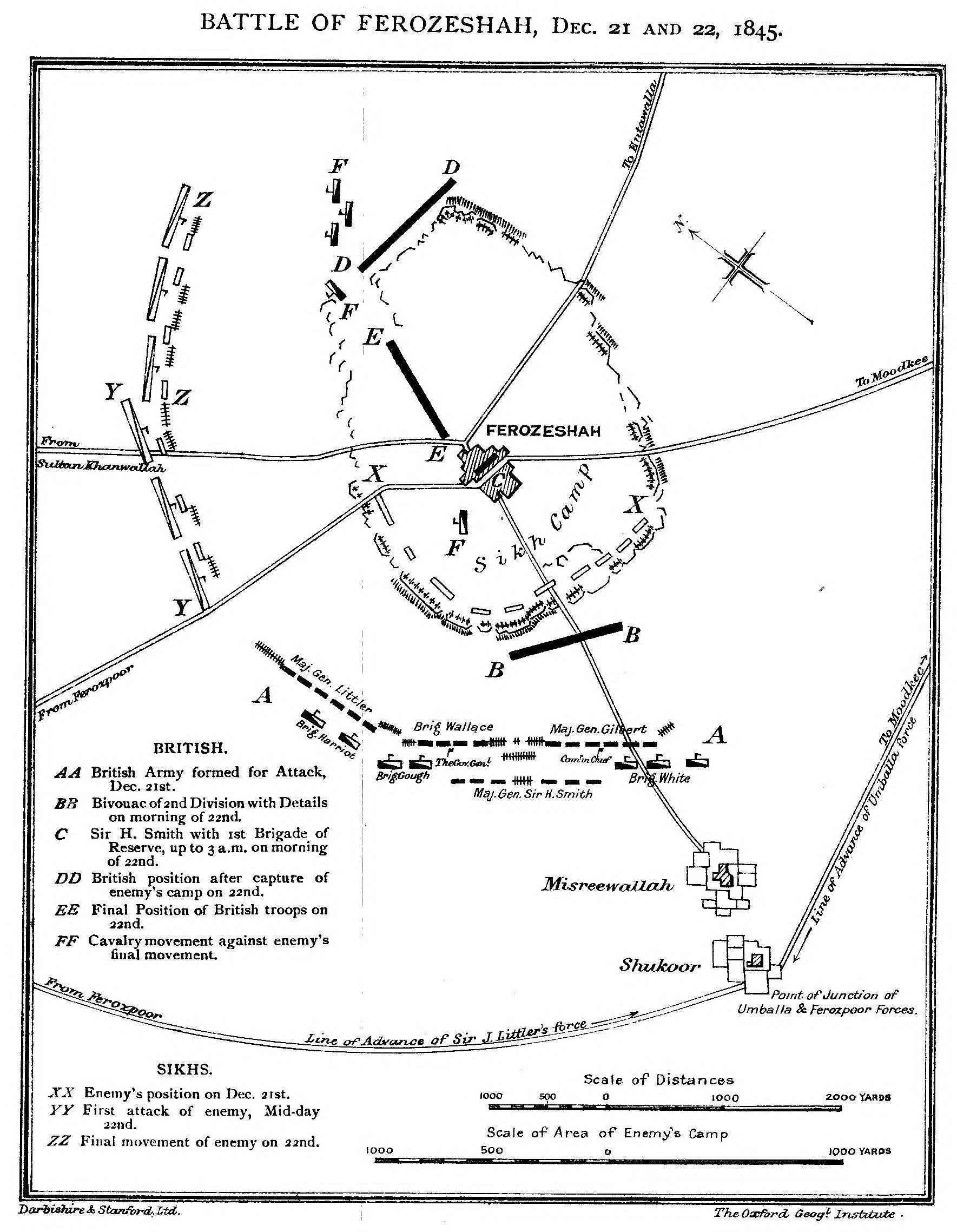
Mappa della battaglia

### Primo giorno
La divisione di Littler arrivò nel tardo pomeriggio e si schierò sulla sinistra della linea britannica. A destra era posizionata la divisione del maggior generale Sir Walter Gilbert, mentre una divisione più piccola, comandata da Sir Harry Smith, era di riserva.
Gough attaccò alle 15:30 circa. La battaglia fu aperta dai cannoni britannici che avanzarono per iniziare un bombardamento preparatorio. Ciò si rivelò inefficace: i cannoni sikh erano più numerosi, protetti da parapetti e trinceramenti e molto più pesanti dei cannoni britannici, molti dei quali erano cannoni leggeri dell'artiglieria a cavallo del Bengal Army. I cannoni pesanti da 18 libbre di Gough erano stati lasciati a Mudki.
Mentre si svolgeva lo scontro tra le artiglierie, la fanteria britannica avanzò. Il generale Littler si trovò sotto un pesante fuoco d'artiglieria e ritenne che solo un attacco alla baionetta avrebbe salvato la sua divisione dall'annientamento. Tre dei suoi reggimenti del Bengala, a corto di acqua e munizioni, arrestarono l'avanzata, mentre uno dei reggimenti britannici, il 62º Reggimento a piedi, perse quasi la metà dei suoi uomini e fu respinto. Una parte della divisione del generale Gilbert irruppe nell'accampamento sikh, ma il suo fianco destro fu minacciato da un gran numero di cavalieri irregolari nemici. I cavalieri sikh furono però respinti da un reggimento di cavalleria britannico, il 3º Dragoni.
Al calar delle tenebre la divisione di Sir Harry Smith lanciò un nuovo attacco, che superò diverse batterie sikh e penetrò nell'accampamento nemico, nei pressi del villaggio di Ferozeshah. La divisione fu però respinta dai contrattacchi sikh. I feroci combattimenti continuarono fino a mezzanotte. L'esplosione di un deposito sikh causò molte vittime ad entrambe le parti.

### Secondo giorno
Sia i britannici sia i sikh erano nel disordine. Gough e Hardinge cercarono di rischierare le loro truppe, mantenendo un tono incoraggiante. In realtà, Hardinge si aspettava per il giorno seguente una sconfitta. Mandò a dire all'accampamento di Mudki che in tale caso i documenti nel suo bagaglio dovevano essere bruciati e diede la sua spada (un trofeo di guerra, in quanto era una spada appartenuta a Napoleone) al suo aiutante di campo.
Quando spuntò l'alba fu chiaro che i britannici tenevano la maggior parte del campo di battaglia e che avevano catturato ben settantuno cannoni. Riformata la loro linea, Gough e Hardinge avanzarono verso nord-ovest e a mezzogiorno avevano cacciato l'esercito di Lal Singh, nonostante le pesanti perdite subite ad opera dalla rimanente artiglieria sikh.
Mentre i britannici si congratulavano con sé stessi per il successo ottenuto, si accorsero che l'esercito di Tej Singh si stava avvicinando da ovest. Le truppe di Gough erano già esauste e quasi senza munizioni. Si rischierarono, ma vennero a trovarsi sotto il fuoco dei cannoni di Tej Singh. I britannici pensarono seriamente a capitolare, per risparmiare il massacro dei feriti.
L'esercito di Gough si salvò quando, ironia della sorte, parte delle sue artiglierie a cavallo rimase senza munizioni. Un ufficiale di stato maggiore ordinò loro di ritirarsi a Ferozepur per rifornirsi e ordinò a gran parte della cavalleria britannica di scortarli. Tej Singh pensò che il movimento fosse una manovra di aggiramento e ordinò la ritirata verso nord.

## Conseguenze
I sikh si ritirarono temporaneamente oltre il Sutlej, mentre l'esercito di Gough si accampò immediatamente a nord del campo di battaglia. Le truppe soffrivano per il fetore dei numerosi morti e molti uomini si ammalarono bevendo da pozzi inquinati. Le perdite erano pari ad un settimo dell'esercito. Hardinge criticò privatamente le tattiche frontali di Gough e cercò di farlo sostituire, ma ciò non poté avvenire prima di diverse settimane, quando gli eventi avevano ormai resa inutile la sostituzione.
Il capitano Lumley, l'ufficiale di stato maggiore che aveva allontanato l'artiglieria e la cavalleria salvando di fatto Gough, fu giudicato temporaneamente impazzito a causa della stanchezza e di un colpo di calore: gli fu permesso di dimettersi dal suo incarico, evitando così di affrontare la corte marziale.
Da parte sikh ci furono sgomento e recriminazioni. Era evidente che Lal Singh e Tej Singh erano comandanti incapaci e probabilmente anche traditori. Entrambi erano dogra e non sikh, e avevano ruoli importanti nella fazione che cercava di limitare il potere dell'esercito Sikh Khalsa all'interno del durbar del Punjab. Lal Singh si sarebbe rifugiato in un fossato per tutta la durata della battaglia e, sebbene ciò non possa essere provato, è chiaro che non vi partecipò attivamente. Tej Singh, da parte sua, aveva trovato un pretesto per ordinare la ritirata, e ciò proprio nel momento in cui la maggior parte dei suoi ufficiali e delle sue truppe era ansiosa di attaccare l'esausto esercito britannico.